# Dole (pri Tinjah), Velikovec
Dole (nemško Dullach II) je naselje v Občini Velikovec v Okraju Velikovec na Koroškem v Avstriji.